# J·B·霍姆斯
J·B·霍姆斯（J. B. Holmes，1982年4月26日—）是一位美國職業高爾夫球選手。出生在肯塔基州。於2005年轉為職業選手。迄今為止，已獲得了4項職業賽事冠軍，其中包括2個PGA巡迴賽冠軍。

## 外部連結
- Official site （页面存档备份，存于）
- PGA巡迴賽網站上的介紹